# Sojuz 7K-OK
Sojuz 7K-OK (ros. Союз 7К-ОК) – radziecki statek kosmiczny przeznaczony do lotów załogowych, trzeci pojazd po statkach Wostok i Woschod. Był używany w pierwszych lotach programu Sojuz. Na wszystkie 16 lotów aż 4 były nieudane, z czego 2 były załogowe.

## Loty bezzałogowe
- Kosmos 133
- Kosmos 140
- Kosmos 186
- Kosmos 188
- Kosmos 212
- Kosmos 213
- Kosmos 238
- Sojuz 2

## Loty załogowe
- Sojuz 1
- Sojuz 3
- Sojuz 4
- Sojuz 5
- Sojuz 6
- Sojuz 7
- Sojuz 8
- Sojuz 9